# Benedetto Aloisi Masella
Benedetto Aloisi Masella (ur. 29 czerwca 1879 w Pontecorvo, zm. 30 września 1970 w Rzymie) – włoski duchowny katolicki, wysoki urzędnik Kurii Rzymskiej, kardynał, kamerling Świętego Kościoła Rzymskiego.
Jego stryjem był kardynał Gaetano Aloisi Masella. Ukończył seminarium w Ferentino, a następnie studia na Uniwersytecie gregoriańskim i Ateneum "S. Apolinare". Święcenia kapłańskie przyjął 1 lipca 1902 w Rzymie. Był sekretarzem swego stryja, a następnie pracował w nuncjaturze w Portugalii.
20 listopada 1919 został mianowany nuncjuszem w Chile. Sakry udzielił kardynał Sekretarz Stanu Pietro Gasparri. W 1927 przeniesiony na placówkę do Brazylii. 18 lutego 1946 otrzymał kapelusz kardynalski. W czerwcu 1948 uzyskał awans na kardynała-biskupa Palestriny. Od 1951 archiprezbiter bazyliki laterańskiej, od 1954 prefekt Kongregacji Kultu Bożego i Dyscypliny Sakramentów. 9 października 1958 zmarł papież Pius XII. Ponieważ nie obsadził on stanowiska kamerlinga, który zarządzałby Kościołem po śmierci papieża, kardynałowie wybrali go na to stanowisko, które piastował już do swej śmierci. Z prefektury kongregacji zrezygnował w 1968 roku. Zmarł jako najstarszy wiekiem członek Kolegium kardynalskiego. Pochowany w katedrze w Pontecorvo.